# Eschweiler, Wiltz
Eschweiler är en liten stad och en kommun i Luxemburg.   Den ligger i kantonen Canton de Wiltz och distriktet Diekirch, i den nordvästra delen av landet, 40 kilometer norr om huvudstaden Luxemburg. Antalet invånare är 876. Arean är 19,9 kvadratkilometer. Eschweiler gränsar till Commune de Kiischpelt.
Terrängen i Eschweiler är lite kuperad.
I omgivningarna runt Eschweiler växer i huvudsak blandskog. Runt Eschweiler är det ganska tätbefolkat, med 120 invånare per kvadratkilometer.